# Дивлячись одна на одну
«Дивлячись одна на одну» (угор. Egymásra nézve) — угорський фільм-драма 1982 року, поставлений режисером Кароєм Макком за напів-автобіографічною повістю «В рамках закону» (інший переклад назви — «За статутом») Ержебет Галгоці (1930-89). Фільм брав участь в конкурсній програмі 35-го Каннського міжнародного кінофестивалю, де отримав Приз за найкращу жіночу роль (Ядвіга Янковська-Цесляк) та Приз ФІПРЕССІ .
За часів холодної війни «Дивлячись одна на одну» був культовим фільмом у лесбійської аудиторії в Угорщині.

## Сюжет
Дія фільму відбувається в Угорщині в роки після повстання 1956 року. Журналістка Єва після тривалого періоду безробіття влаштовується на роботу в редакцію журналу. Її колегою стає Лівія, дружина офіцера держбезпеки. Тоді як по роботі Єва робить спроби публікувати гострі та злободенні статті, в особистому житті вона закохується в Лівію. Між жінками виникає небезпечний зв'язок, що загрожує порушити життя обох, що, в результаті, і відбувається. Лівія зізнається чоловікові в тому, що кохає Єву. Не в змозі це пережити, він стріляє в неї. Виживши, Лівія потрапляє до лікарні. В цей час Єва трагічно гине в прикордонних лісах.

## У ролях
| Ядвіга Янковська    | … | Єва Цаланськи    |
| Гражина Шаполовська | … | Лівія Хорват     |
| Йозеф Кронер        | … | Ердош            |
| Адам Ціртеш         | … | майор Бліндіч    |
| Юдіт Погані         | … | Магда            |
| Габор Ревицький     | … | Фіала, журналіст |

## Знімальна група
- Автор сценарію — Карой Макк
- Режисер-постановник — Карой Макк
- Співрежисер — Янош Ксантуш
- Композитори — Янош Машик
- Оператор — Тамаш Андор
- Монтаж — Дьєрдь Шиво
- Художник-постановник — Тамаш Ваєр
- Художник по костюмах — Емеке Ченгеї
- Артдиректор — Тамаш Ваєр

## Нагороди та номінації
| Список нагород та номінацій           | Список нагород та номінацій | Список нагород та номінацій                | Список нагород та номінацій | Список нагород та номінацій | Список нагород та номінацій |
| Кінопремія                            | Дата церемонії              | Категорія                                  | Номінант(и)                 | Результат                   | Дж                          |
| ------------------------------------- | --------------------------- | ------------------------------------------ | --------------------------- | --------------------------- | --------------------------- |
| Каннський міжнародний кінофестиваль   | 14-26 травня 1986           | Золота пальмова гілка                      | Дивлячись одна на одну      | Номінація                   | [ 1 ]                       |
| Каннський міжнародний кінофестиваль   | 14-26 травня 1986           | Приз за найкращу жіночу роль               | Ядвіга Янковська            | Перемога                    | [ 1 ]                       |
| Каннський міжнародний кінофестиваль   | 14-26 травня 1986           | Приз ФІПРЕССІ                              | Дивлячись одна на одну      | Перемога                    | [ 1 ]                       |
| Міжнародний кінофестиваль в Сан-Паулу | 1983                        | Приз аудиторії за найкращий художній фільм | Дивлячись одна на одну      | Перемога                    |                             |
| Угорський тиждень кіно                | 1983                        | Найкращий режисер                          | Карой Макк                  | Перемога                    |                             |